# Serra de la Demanda
|  | Per a altres significats, vegeu «Comarca de la Sierra de la Demanda». |

La Serra de la Demanda o d'Arandio és un espai natural protegit i pertanyent al Sistema Ibèric, en els límits de les províncies de Burgos, La Rioja i Sòria. El pic més alt, a La Rioja, és el San Lorenzo (2.270 metres), en el seu vessant nord hi ha l'estació d'esquí de Valdezcaray. El següent cim, el més alt de la Província de Burgos, és el San Millán (també de més de dos mil metres). En el seu vessant sud hi ha l'estació d'esquí de Valle del Sol, propera a Pineda de la Sierra (Burgos). Salas de los Infantes és el principal nucli de població al sud. Al nord de la Serra de la Demanda i en la província de Burgos són nuclis principals Belorado i Pradoluengo, a La Rioja ho són Ezcaray, Santo Domingo de la Calzada i San Millán de la Cogolla. Tota la serra en el seu vessant sud té una població aproximada de 9.500 habitants, dels quals 2.051 viuen a Salas de los Infantes.
En el seu vessant nord sobresurten les Muntanyes d'Ayago, que són un subsistema pertanyent a aquesta. Els separa dels cims més alts de la Serra de la Demanda el curs alt del riu Tirón. Són part de la frontera est de Castella i Lleó (Burgos) amb La Rioja. Les componen totes les muntanyes incloses en el perímetre format pel riu Ciloria a l'est, pel port de Pradilla (1.225 m) al sud-est, pel riu Tirón al sud i sud-oest, per Belorado al nord-oest i pel camí de Sant Jaume i la carretera N-120 al nord. El constitueixen tot el conjunt de cims, valls, barrancs i rius (Arlanza, Arlanzón, Tirón, Pedroso, de Pradoluengo, Urbión…) que aboquen les seves aigües en el marge dret del riu Tirón, i gairebé tots ells discorren en direcció sud/nord. El riu neix a Fresneda de la Sierra Tirón en un terme denominat Tres Aguas i desemboca a l'Ebre al seu pas per Haro. Al vessant nord, a prop de Belorado, hi ha diversos pobles, entre ells Fresneña, Redecilla del Camino i San Pedro del Monte.
Gran part del sud de la comarca de la Sierra de la Demanda comparteix paisatge, mitjans de vida i vincles de tota mena, fins i tot històrics, amb la Comarca de Pinares, de manera que aquests pobles formen la subcomarca de Tierra Pinariega, a Burgos. En aquest sentit, l'alfoz de Lara s'estenia al segle xi des Lara de los Infantes a Vinuesa, en l'actual província de Sòria.

## Ecologia
La vegetació varia des d'alzinars, rouredes, combinades amb pinedes i en algunes zones d'obaga per sobre dels 1.400 metres fagedes. Hi ha el savinar d'Arlanza d'excepcional desenvolupament. La transhumància fou intensa a la zona i determinà la presència de camps de pastura. Aquesta varietat d'hàbitats permet la presència d'una fauna variada. S'hi ha citat la presència de fauna vertebrada: herbívors (cérvols, cabirols, lirons, perdiu roja i perdiu xerra), omnívors (guineus, teixons, senglars, becades); carnívors (genetes, fagines, mosteles, gats salvatges, llúdrigues, falcó pelegrí, astor, àguila reial, duc, voltor comú, aufranys, aligots).